# مریم خدارحمی
مریم خدارحمی (زاده ۱۶ اردیبهشت ۱۳۶۲) هنرپیشه اهل ایران است.

## زندگی‌نامه
وی فارغ‌التحصیل رشته فیلمسازی است و دورهٔ بازیگری خود را در نزد حمید سمندریان گذرانده‌است و کار خود را با تولیدات صداوسیمای اصفهان آغاز کرد. 

## مجموعه تلویزیونی
| سال  | عنوان             | کارگردان             | توضیحات                 |
| ---- | ----------------- | -------------------- | ----------------------- |
| ۱۳۸۴ | نقش جهان          | فریدون خسروی         | شبکه دو                 |
| ۱۳۸۴ | پای پیاده         | اصغر توسلی           | شبکه تهران              |
| ۱۳۸۵ | خانه شش در        | مجید جوانمرد         | شبکه ۲                  |
| ۱۳۸۶ | یک وجب خاک        | علی عبدالعلی زاده    | شبکه ۳ - پخش در رمضان   |
| ۱۳۸۶ | آرزوهای شیرین     | سید وحید حسینی       | شبکه ۱                  |
| ۱۳۸۷ | سایه‌ای در تاریکی  | سید ابراهیم جوادخانی | شبکه ۳                  |
| ۱۳۸۸ | دفترخانه شماره ۱۳ | سید وحید حسینی       | شبکه ۱                  |
| ۱۳۸۸ | تا رهایی          | حسین تبریزی          | شبکه ۱                  |
| ۱۳۸۹ | ارمغان تاریکی     | جلیل سامان           | شبکه ۳ - پخش در دهه فجر |
| ۱۳۹۰ | پایتخت            | سیروس مقدم           | شبکه یک                 |
| ۱۳۹۰ | سه، پنج، دو       | حسین سهیلی زاده      | شبکه تهران              |
| ۱۳۹۱ | چمدان             | خسرو ملکان           | شبکه ۲ - پخش در رمضان   |
| ۱۳۹۳ | گذر از رنج‌ها      | فریدون حسن پور       | شبکه ۱                  |
| ۱۳۹۴ | میکائیل           | سیروس مقدم           | شبکه ۱                  |
| ۱۳۹۵ | دوردست‌ها          | جواد ارشاد           | شبکه ۱                  |
| ۱۳۹۵ | روزهای بیقراری    | کاظم معصومی          | شبکه ۳                  |
| ۱۳۹۶ | روزهای بهتر       | حمیدرضا لوافی        | شبکه ۱                  |
| ۱۳۹۷ | بچه مهندس         | علی غفاری            | شبکه ۲ - پخش در رمضان   |
| ۱۳۹۷ | خاک گرم           | جواد ارشاد سرابی     | شبکه ۱                  |
| ۱۳۹٨ | ستایش ۳           | سعید سلطانی          | شبکه ۳                  |
| ١٣٩٩ | دخترم نرگس        | باقر پیران           | شبکه ١                  |
| ۱۴۰۵ | دو قلوها          | مهدی بصیری           | شبکه ۲                  |

## فیلم تلویزیونی
- شکلات تلخ (روح‌الله ظریف ۱۳۹۶)
- جاده لغزنده است (روح‌الله فخرو ۱۳۹۶)

## سینمایی
- بن سای (روح الله ظریف ۱۳۹۸ )
- چشمهایت (کارگردان:حسین طبیب زاده ۱۳۹۷ - تهیه کننده احمد مقامی)
- دنیای پرامید (منوچهر هادی۱۳۹۱)
- مردی که گیلاس‌هایش را خورد (پیمان حقانی ۱۳۸۷)

## کارگردانی
- فیلم نیمه بلند کوچ (۱۳۹۵)[۱]

## موزیک ویدیو
- گذشته (حمید عسکری ۱۳۹٨)

## جوایز
جایزه بهترین بازیگر زن از فستیوال فیلم ونزوئلا ۲۰۱۷